# Leichtathletik-Weltmeisterschaften 2023/1500 m der Frauen

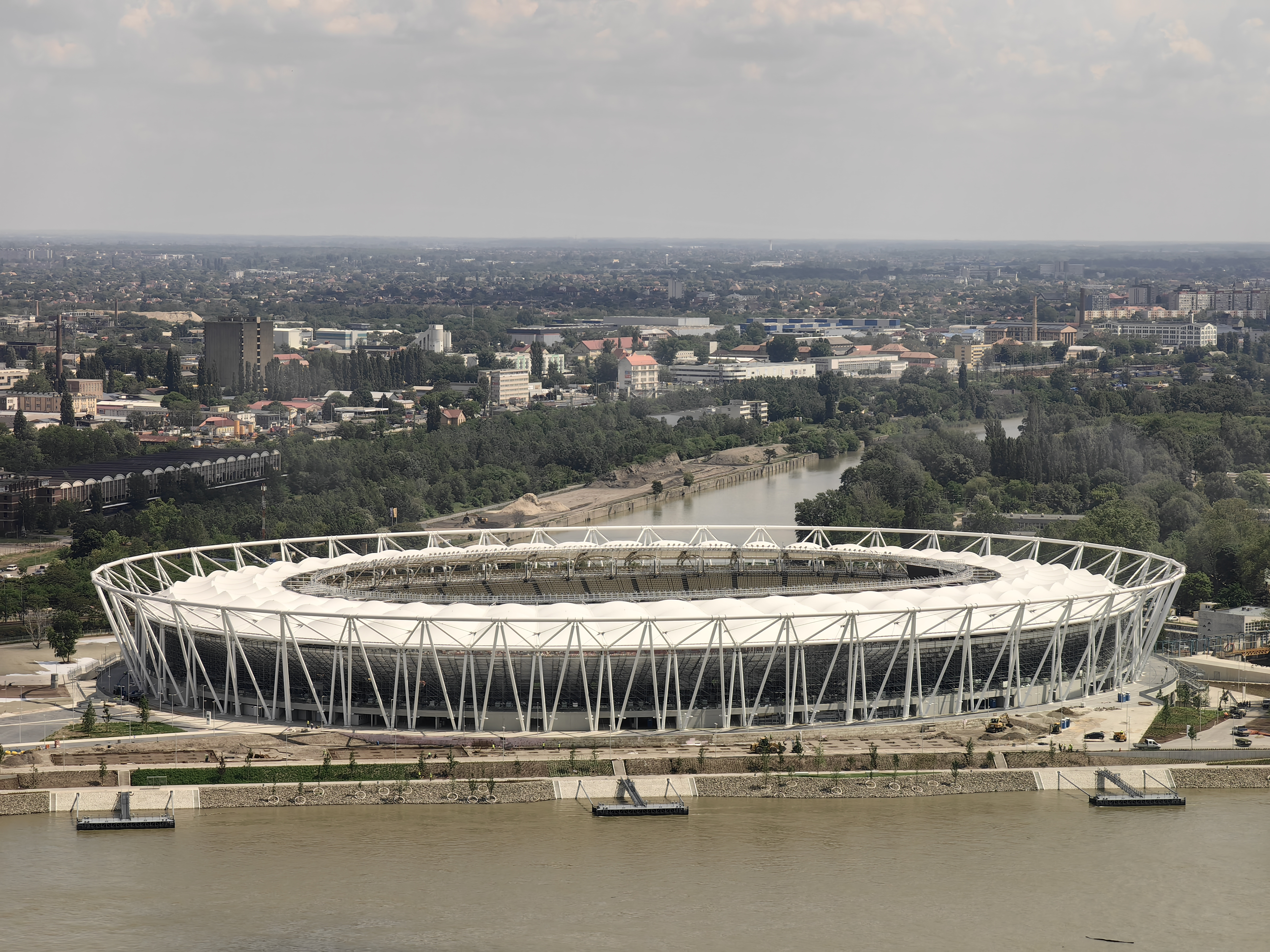
Nemzeti Atlétikai Központ im Mai 2023

Der 1500-Meter-Lauf der Frauen bei den Leichtathletik-Weltmeisterschaften 2023 fand vom 19. bis 22. August 2023 im Stadion Nemzeti Atlétikai Központ der ungarischen Hauptstadt Budapest statt.
56 Athletinnen aus 33 Ländern nahmen an dem Wettbewerb teil.
Weltmeisterin wurde die kenianische Titelverteidigerin und zweifache Olympiasiegerin (2016/2021) Faith Kipyegon. Sie gewann vor der Äthiopierin Diribe Welteji. Bronze ging an die niederländische Weltmeisterin von 2019 Sifan Hassan.

## Rekorde

### Bestehende Rekorde
| Weltrekord               | Faith Kipyegon | 3:49,11 min | Florenz, Italien | 2. Juni 2023    |
| Weltmeisterschaftsrekord | Sifan Hassan   | 3:51,95 min | WM Doha, Katar   | 5. Oktober 2019 |

Der bestehende Championshiprekord (CR) wurde bei diesen Weltmeisterschaften nicht erreicht. Die schnellste Zeit erzielte die kenianische Weltmeisterin Faith Kipyegon mit 3:54,87 min im Finale am 22. August, womit sie 2,92 s über dem Rekord blieb. Zu ihrem eigenen Weltrekord fehlten ihr 5,76 s.

### Rekordverbesserungen
Es wurden drei neue Landesrekorde aufgestellt:
- 4:05,34 min – Sofia Thøgersen (Dänemark), zweiter Vorlauf am 19. August
- 3:58,77 min – Adelle Tracey (Jamaika), zweites Halbfinale am 20. August
- 3:56,61 min – Ciara Mageean (Irland), Finale am 22. August

## Legende
Kurze Übersicht zur Bedeutung der Symbolik – so üblicherweise auch in sonstigen Veröffentlichungen verwendet:
- NR: nationaler Rekord
- DNF: Wettkampf nicht beendet (did not finish)

## Vorrunde
Die Vorrunde wurde in vier Läufen durchgeführt. Die ersten sechs Athletinnen pro Lauf – hellblau unterlegt – qualifizierten sich für das Halbfinale.

### Vorlauf 1
19. August 2023, 14:15 Uhr Ortszeit
| Platz | Name               | Nation         | Zeit (min) |
| ----- | ------------------ | -------------- | ---------- |
| 1     | Sifan Hassan       | Niederlande    | 4:02,92    |
| 2     | Laura Muir         | Großbritannien | 4:03,50    |
| 3     | Nikki Hiltz        | USA            | 4:03,76    |
| 4     | Edinah Jebitok     | Kenia          | 4:04,09    |
| 5     | Abbey Caldwell     | Australien     | 4:04,16    |
| 6     | Nozomi Tanaka      | Japan          | 4:04,36    |
| 7     | Lucia Stafford     | Kanada         | 4:05,21    |
| 8     | Alma Cortes        | Mexiko         | 4:06,03    |
| 9     | Claudia Bobocea    | Rumänien       | 4:06,07    |
| 10    | Sofia Ennaoui      | Polen          | 4:06,47    |
| 11    | Nathalie Blomqvist | Finnland       | 4:06,93    |
| 12    | Vera Hoffmann      | Luxemburg      | 4:09,76    |
| 13    | Jaqueline Weber    | Brasilien      | 4:14,46    |
| 14    | Şilan Ayyıldız     | Türkei         | 4:14,96    |

### Vorlauf 2
19. August 2023, 14:26 Uhr Ortszeit
| Platz | Name                    | Nation         | Zeit (min) |
| ----- | ----------------------- | -------------- | ---------- |
| 1     | Faith Kipyegon          | Kenia          | 4:02,62000 |
| 2     | Diribe Welteji          | Äthiopien      | 4:02,72000 |
| 3     | Sarah Healy             | Irland         | 4:03,00000 |
| 4     | Gaia Sabbatini          | Italien        | 4:03,04000 |
| 5     | Melissa Courtney-Bryant | Großbritannien | 4:03,14000 |
| 6     | Esther Guerrero         | Spanien        | 4:04,33000 |
| 7     | Sofia Thøgersen         | Dänemark       | 4:05,34 NR |
| 8     | Agathe Guillemot        | Frankreich     | 4:06,18000 |
| 9     | Aleksandra Płocińska    | Polen          | 4:06,39000 |
| 10    | Hanna Hermansson        | Schweden       | 4:06,42000 |
| 11    | Salomé Afonso           | Portugal       | 4:06,55000 |
| 12    | Carina Viljoen          | Südafrika      | 4:11,02000 |
| 13    | Lili Anna Vindics-Tóth  | Ungarn         | 4:11,08000 |
| 14    | Elise Vanderelst        | Belgien        | 4:11,55000 |

### Vorlauf 3
19. August 2023, 14:37 Uhr Ortszeit
| Platz | Name               | Nation         | Zeit (min) |
| ----- | ------------------ | -------------- | ---------- |
| 1     | Nelly Chepchirchir | Kenia          | 4:00,87    |
| 2     | Sinclaire Johnson  | USA            | 4:01,09    |
| 3     | Birke Haylom       | Äthiopien      | 4:01,12    |
| 4     | Katie Snowden      | Großbritannien | 4:01,15    |
| 5     | Marta Pérez        | Spanien        | 4:01,41    |
| 6     | Linden Hall        | Australien     | 4:01,45    |
| 7     | Sintayehu Vissa    | Italien        | 4:01,66    |
| 8     | Sophie O’Sullivan  | Irland         | 4:02,15    |
| 9     | Kristiina Mäki     | Tschechien     | 4:06,90    |
| 10    | Simone Plourde     | Kanada         | 4:07,04    |
| 11    | Eliza Megger       | Polen          | 4:09,22    |
| 12    | Yume Gotō          | Japan          | 4:10,22    |
| 13    | Nguyễn Thị Oanh    | Vietnam        | 4:12,28    |
| 14    | Joceline Wind      | Schweiz        | 4:14,86    |

### Vorlauf 4
19. August 2023, 14:48 Uhr Ortszeit
| Platz | Name             | Nation      | Zeit (min) |
| ----- | ---------------- | ----------- | ---------- |
| 1     | Hirut Meshesha   | Äthiopien   | 4:03,47    |
| 2     | Jessica Hull     | Australien  | 4:03,50    |
| 3     | Ciara Mageean    | Irland      | 4:03,52    |
| 4     | Cory McGee       | USA         | 4:03,61    |
| 5     | Adelle Tracey    | Jamaika     | 4:03,67    |
| 6     | Ludovica Cavalli | Italien     | 4:03,81    |
| 7     | Purity Chepkirui | Kenia       | 4:04,51    |
| 8     | Águeda Marqués   | Spanien     | 4:06,41    |
| 9     | Kate Current     | Kanada      | 4:07,23    |
| 10    | Marta Pen        | Portugal    | 4:07,74    |
| 11    | Amalie Sæten     | Norwegen    | 4:08,08    |
| 12    | Winnie Nanyondo  | Uganda      | 4:10,55    |
| 13    | Fedra Luna       | Argentinien | 4:19,00    |
| DNF   | Gresa Bakraçi    | Kosovo      |            |

## Halbfinale
In den beiden Halbfinalläufen qualifizierten sich die jeweils ersten sechs Athletinnen – hellblau unterlegt – für das Finale.

### Halbfinallauf 1
20. August 2023, 17:05 Uhr Ortszeit
| Platz | Name                    | Nation         | Zeit (min) |
| ----- | ----------------------- | -------------- | ---------- |
| 1     | Nelly Chepchirchir      | Kenia          | 4:02,14    |
| 2     | Birke Haylom            | Äthiopien      | 4:02,46    |
| 3     | Ciara Mageean           | Irland         | 4:02,70    |
| 4     | Cory McGee              | USA            | 4:02,71    |
| 5     | Melissa Courtney-Bryant | Großbritannien | 4:02,79    |
| 6     | Ludovica Cavalli        | Italien        | 4:02,83    |
| 7     | Marta Pérez             | Spanien        | 4:02,96    |
| 8     | Linden Hall             | Australien     | 4:03,96    |
| 9     | Hirut Meshesha          | Äthiopien      | 4:04,27    |
| 10    | Edinah Jebitok          | Kenia          | 4:05,41    |
| 11    | Sinclaire Johnson       | USA            | 4:06,39    |
| 12    | Nozomi Tanaka           | Japan          | 4:06,71    |

### Halbfinallauf 2
20. August 2023, 17:17 Uhr Ortszeit
| Platz | Name            | Nation         | Zeit (min)  |
| ----- | --------------- | -------------- | ----------- |
| 1     | Faith Kipyegon  | Kenia          | 3:55,14000  |
| 2     | Diribe Welteji  | Äthiopien      | 3:55,18000  |
| 3     | Sifan Hassan    | Niederlande    | 3:55,48000  |
| 4     | Laura Muir      | Großbritannien | 3:56,36000  |
| 5     | Katie Snowden   | Großbritannien | 3:56,72000  |
| 6     | Jessica Hull    | Australien     | 3:57,85 000 |
| 7     | Adelle Tracey   | Jamaika        | 3:58,77 NR  |
| 8     | Sarah Healy     | Irland         | 3:59,68000  |
| 9     | Abbey Caldwell  | Australien     | 3:59,79000  |
| 10    | Esther Guerrero | Spanien        | 4:00,13000  |
| 11    | Nikki Hiltz     | USA            | 4:00,84000  |
| DNF   | Gaia Sabbatini  | Italien        |             |

## Finale

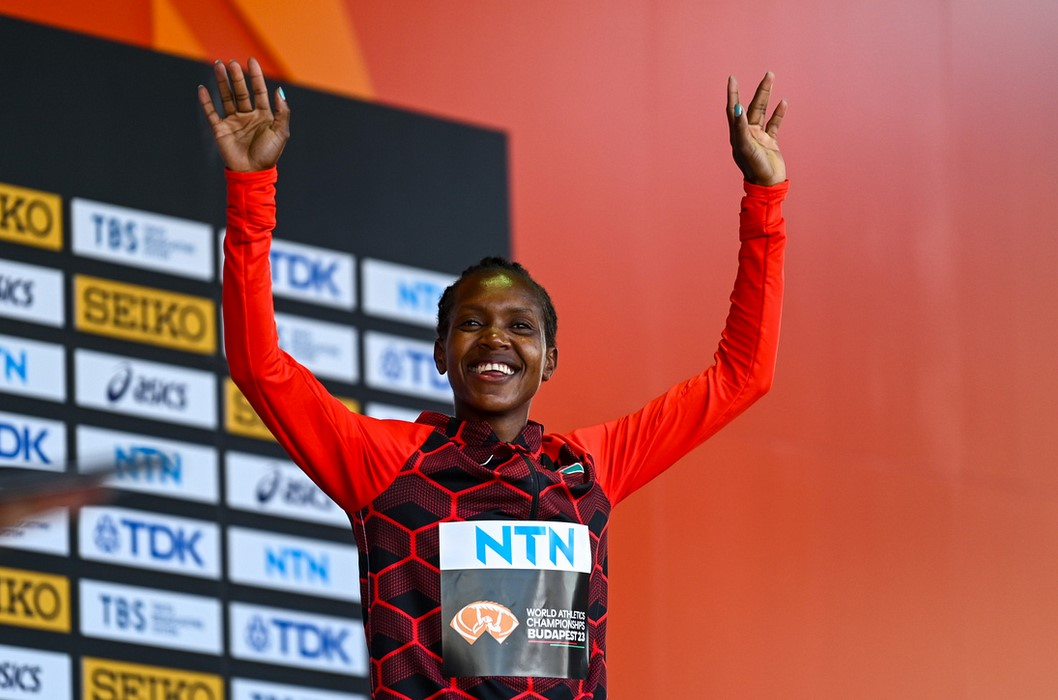
Erneuter Triumph für Faith Kipyegon
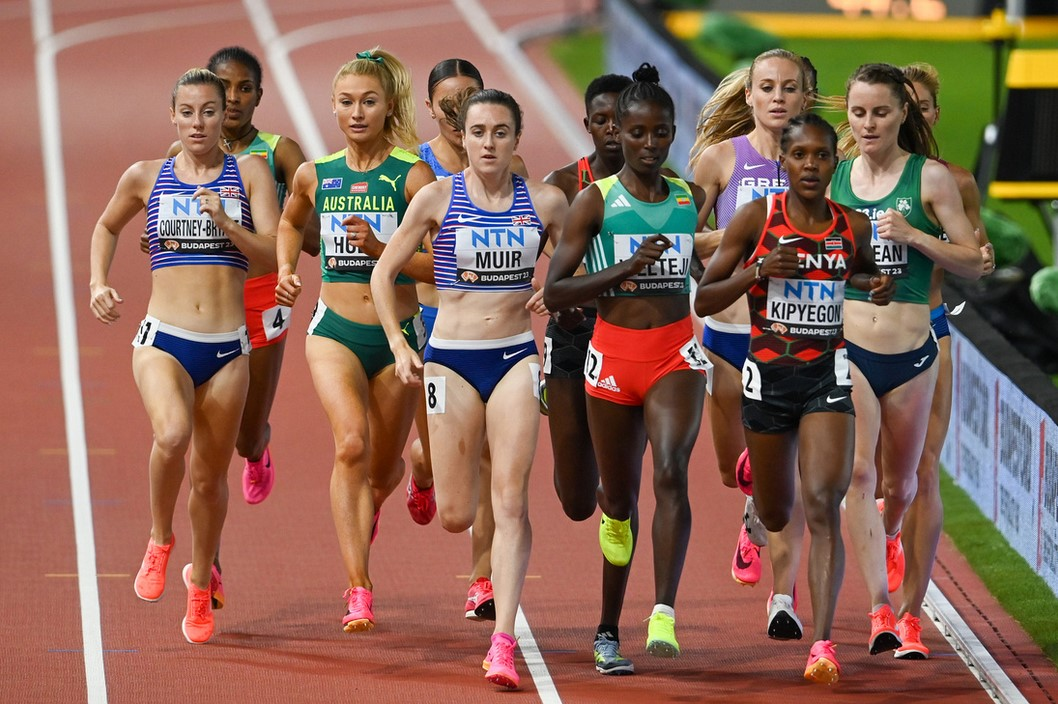
Die Finalistinnen breit aufgefächert (v. l. n. r.): Melissa Courtney-Bryant, Birke Haylom (verdeckt), Jessica Hull, Ludovica Cavalli (verdeckt), Laura Muir, Nelly Chepchirchir (verdeckt), Diribe Welteji, Katie Snowden, Sifan Hassan (fast komplett verdeckt), Faith Kipyegon, Ciara Mageean, Cory McGee (fast komplett verdeckt)

22. August 2023, 21:33 Uhr Ortszeit
| Platz | Name                    | Nation         | Zeit (min) |
| ----- | ----------------------- | -------------- | ---------- |
| 1     | Faith Kipyegon          | Kenia          | 3:54,87000 |
| 2     | Diribe Welteji          | Äthiopien      | 3:55,69000 |
| 3     | Sifan Hassan            | Niederlande    | 3:56,00000 |
| 4     | Ciara Mageean           | Irland         | 3:56,61 NR |
| 5     | Nelly Chepchirchir      | Kenia          | 3:57,90000 |
| 6     | Laura Muir              | Großbritannien | 3:58,58000 |
| 7     | Jessica Hull            | Australien     | 3:59,54000 |
| 8     | Katie Snowden           | Großbritannien | 3:59,65000 |
| 9     | Birke Haylom            | Äthiopien      | 4:01,51000 |
| 10    | Cory McGee              | USA            | 4:01,60000 |
| 11    | Ludovica Cavalli        | Italien        | 4:01,84000 |
| 12    | Melissa Courtney-Bryant | Großbritannien | 4:03,31000 |

## Videolink
- Faith Kipyegon Wins 1500m in Budapest today | Welteji Wins Silver and Sifan Hassan Wins Bronze, youtube.com, abgerufen am 17. September 2023